# Пилар-да-Бретанья
Пилар-да-Бретанья (порт. Pilar da Bretanha) — район (фрегезия) в Португалии, входит в округ Азорские острова. Расположен на острове Сан-Мигел. Является составной частью муниципалитета Понта-Делгада. Население составляет 750 человек на 2001 год. Занимает площадь 6,12 км².
Покровителем района считается Дева Мария (порт. Nossa Senhora do Pilar).

## История
Район основан в 2002 году.